# Cantón de Montsauche-les-Settons
El cantón de Montsauche-les-Settons era una división administrativa francesa, que estaba situada en el departamento de Nièvre y la región de Borgoña.

## Composición
El cantón estaba formado por diez comunas:
- Alligny-en-Morvan
- Chaumard
- Gien-sur-Cure
- Gouloux
- Montsauche-les-Settons
- Moux-en-Morvan
- Ouroux-en-Morvan
- Planchez
- Saint-Agnan
- Saint-Brisson

## Supresión del cantón de Montsauche-les-Settons
En aplicación del Decreto n.º 2014-184 de 18 de febrero de 2014, el cantón de Montsauche-les-Settons fue suprimido el 22 de marzo de 2015 y sus 10 comunas pasaron a formar parte del nuevo cantón de Château-Chinon.